# Araneus urubamba
Araneus urubamba là một loài nhện trong họ Araneidae.
Loài này thuộc chi Araneus. Araneus urubamba được Herbert Walter Levi miêu tả năm 1991.